# Acanthomyops colei
Acanthomyops colei är en myrart som beskrevs av Scott L. Wing 1968. Acanthomyops colei ingår i släktet Acanthomyops och familjen myror. Inga underarter finns listade i Catalogue of Life.